# Dynasty
A Dynasty az amerikai KISS együttes hetedik stúdióalbuma. A lemez felvétele előtt Peter Criss autóbalesetet szenvedett, és emiatt csak egyetlen dalt írt, és játszott föl. Helyét Anton Fig session zenész foglalta el. A KISS ekkoriban volt sikereik csúcsán, ezért nem volt meglepő, hogy a lemez hatalmas sikert aratott. Magazinok címlapján, flippergépeken, képregényekben, és filmekben szerepeltek. A lemez 1979. május 23-án jelent meg a Casablanca kiadó gondozásában. Világszerte 3 millió példány fogyott el belőle.
Ezen a lemezen érződik az a stílusváltás, ami az 1970-es évek végén volt. Ekkorra a disco lett a legnépszerűbb irányzat. Az album a hard rock és a diszkó műfaj keveréke lett.
A leghíresebb dal az I Was Made For Lovin' You lett, ami mára igazi klasszikus lett. Ezen az albumon Ace Frehley három dalt énekelt. A 2,000 Man-t, ami egy Rolling Stones feldolgozás, valamint az általa írt Hard Times-t és a Save Your Love-ot. Ezek a dalok ugyanolyan hard rock stílusban íródtak, mint Ace Frehley 1978-as szólóalbumának dalai. 
A koncerteken legtöbbször az I Was Made For Lovin' You-t és a Sure Know Something-et játszották. A Dynasty-t követő turnékon már csak az I Was Made...-et játszották. Érdekesség, hogy 2006-ban Paul Stanley a Live To Win turnéján minden este eljátszotta a Magic Touch-ot. (Ez Paul egyik kedvenc dala.)

## Számlista
|    | Cím                       | Szerző(k)                                | Ének         | Hossz |
| -- | ------------------------- | ---------------------------------------- | ------------ | ----- |
| 1. | I Was Made For Lovin' You | Paul Stanley, Vini Poncia, Desmond Child | Paul Stanley | 4:30  |
| 2. | 2,000 Man                 | Mick Jagger, Keith Richards              | Ace Frehley  | 4:54  |
| 3. | Sure Know Something       | Paul Stanley, Vini Poncia                | Paul Stanley | 4:00  |
| 4. | Dirty Livin'              | Peter Criss, Stan Penridge, Vini Poncia  | Peter Criss  | 4:19  |
| 5. | Charisma                  | Gene Simmons, Howard Marks               | Gene Simmons | 4:25  |
| 6. | Magic Touch               | Paul Stanley                             | Paul Stanley | 4:41  |
| 7. | Hard Times                | Ace Frehley                              | Ace Frehley  | 3:30  |
| 8. | X-Ray Eyes                | Gene Simmons                             | Gene Simmons | 3:46  |
| 9. | Save Your Love            | Ace Frehley                              | Ace Frehley  | 4:41  |

## Közreműködők
- Gene Simmons – basszusgitár, ének
- Paul Stanley – ritmusgitár, ének, szólógitár a Sure Know Something-ban
- Ace Frehley – szólógitár, ének
- Peter Criss – dob és ének a Dirty Livin'-ben
- Anton Fig – dob (kivéve a Dirty Livin')
- Vini Poncia – producer, billentyűs, háttérénekes (I Was Made For Lovin You, Sure Know Something)

## Helyezések
| Album - Billboard (Észak-Amerika) \| Year \| Chart \| Position \| \| ---- \| ---------- \| -------- \| \| 1979 \| Pop Albums \| 9 \| |            |          |
| Year | Chart      | Position |
| 1979 | Pop Albums | 9        |